# Ministre de l'Expansion industrielle régionale
Le ministre de l'Expansion industrielle régionale (en anglais : Minister of Regional Industrial Expansion) est une ancienne fonction ministérielle canadienne chargée de la politique de développement industriel régional au sein du gouvernement du Canada. De 1969 à 1982, le poste est désigné comme ministre de l'Expansion économique régionale. Créée en 1969, cette fonction est abolie en 1990.

## Historique

### Création du ministère en 1969
Le ministère de l'Expansion économique régionale (MEER) est formé le 1er avril 1969 lorsque la Loi de 1969 sur l'organisation du gouvernement entre en vigueur. La loi créé plusieurs ministères nouveaux (notamment celui de l'Industrie et Commerce). Le ministère est alors chargé de l'« expansion économique et [du] relèvement social [...] accroître les possibilités d'emplois productifs et à faciliter l'accès à ces emplois ». 
Le ministre peut ainsi désigner des zones spéciales et proposer des plans d'expansion économique en accord avec les provinces si nécessaire. Un Conseil de développement de la région de l'Atlantique est également constitué pour appuyer le ministère dans l'expansion économique des provinces de l'Atlantique.

### Refonte et changement de nom en 1983
Le ministère de l'Expansion industrielle régionale (MEIR) est formé le 7 décembre 1983 lorsque la Loi organique de 1983 est entrée en vigueur. À cette occasion le ministère de l'Industrie et du Commerce est aboli. Le ministère est alors chargé de plusieurs missions:
- Les secteurs de l'industrie manufacturière et des services ;
- Le développement industriel régional ;
- Le tourisme ;
- Les petites entreprises ;
- Le commerce intérieur.

Plusieurs lois et organismes sont également placées sous sa responsabilité :
- La Loi sur les zones spéciales[3];
- La Banque fédérale de développement[4];
- La Loi stimulant la recherche et le développement scientifique[5];
- La Loi sur les subventions au développement régional[6];
- La Loi sur les prêts aux petites entreprises[7];
- Le Conseil national de l'esthétique industrielle[8] et la Commission du textile et du vêtement[9].

Le poste de ministre de l'Expansion industrielle régionale est supprimé le 23 février 1990 lorsque le poste de ministre de l'Industrie, des Sciences et de la Technologie est créé.

## Liste des titulaires
| Titulaire Parti                                | Titulaire Parti                                         | Début                                        | Fin                                          | Cabinet        |
| ---------------------------------------------- | ------------------------------------------------------- | -------------------------------------------- | -------------------------------------------- | -------------- |
| Ministre de l'Expansion économique régionale   | Ministre de l'Expansion économique régionale            | Ministre de l'Expansion économique régionale | Ministre de l'Expansion économique régionale | 20e (Trudeau)  |
|                                                | Jean Marchand Libéral                                   | 1er avril 1969                               | 26 novembre 1972                             | 20e (Trudeau)  |
|                                                | Donald Campbell Jamieson (en) Libéral                   | 27 novembre 1972                             | 25 septembre 1975                            | 20e (Trudeau)  |
|                                                | Marcel Lessard Libéral                                  | 26 septembre 1975                            | 3 juin 1979                                  | 20e (Trudeau)  |
|                                                | Elmer MacKay (en) Progressiste-conservateur             | 4 juin 1979                                  | 2 mars 1980                                  | 21e (Clark)    |
|                                                | Pierre de Bané Libéral                                  | 3 mars 1980                                  | 11 janvier 1982                              | 22e (Trudeau)  |
|                                                | Herb Gray Libéral                                       | 12 janvier 1982                              | 29 septembre 1982                            | 22e (Trudeau)  |
|                                                | Ed Lumley (en) Libéral                                  | 30 septembre 1982                            | 6 décembre 1983                              | 22e (Trudeau)  |
| Ministre de l'Expansion industrielle régionale |                                                         |                                              |                                              | 22e (Trudeau)  |
|                                                | Ed Lumley (en) Libéral                                  | 7 décembre 1983                              | 29 juin 1984                                 | 22e (Trudeau)  |
| 29 juin 1984                                   | Ed Lumley (en) Libéral                                  | 16 septembre 1984                            | 23e (Turner)                                 |                |
|                                                | Sinclair Stevens Progressiste-conservateur              | 17 septembre 1984                            | 12 mai 1986                                  | 24e (Mulroney) |
|                                                | Don Mazankowski (par intérim) Progressiste-conservateur | 12 mai 1986                                  | 29 juin 1986                                 | 24e (Mulroney) |
|                                                | Michel Côté Progressiste-conservateur                   | 30 juin 1986                                 | 26 août 1987                                 | 24e (Mulroney) |
|                                                | Robert de Cotret Progressiste-conservateur              | 27 août 1987                                 | 29 janvier 1989                              | 24e (Mulroney) |
|                                                | Harvie Andre (en) Progressiste-conservateur             | 30 janvier 1989                              | 22 février 1990                              | 24e (Mulroney) |

### Postes connexes
| Titulaire Parti                                         | Titulaire Parti                                    | Début                                              | Fin                                                | Cabinet       |
| ------------------------------------------------------- | -------------------------------------------------- | -------------------------------------------------- | -------------------------------------------------- | ------------- |
| Ministre d'État chargé du Développement économique      | Ministre d'État chargé du Développement économique | Ministre d'État chargé du Développement économique | Ministre d'État chargé du Développement économique | 20e (Trudeau) |
|                                                         | Bob Andras Libéral                                 | 24 novembre 1978                                   | 4 juin 1979                                        | 20e (Trudeau) |
|                                                         | Robert de Cotret Progressiste-conservateur         | 4 juin 1979                                        | 3 mars 1980                                        | 21e (Clark)   |
|                                                         | Bud Olson (en) Libéral                             | 3 mars 1980                                        | 29 septembre 1982                                  | 22e (Trudeau) |
|                                                         | Donald Johnston Libéral                            | 30 septembre 1982                                  | 6 décembre 1983                                    | 22e (Trudeau) |
| Ministre d'État au Développement économique et régional |                                                    |                                                    |                                                    | 22e (Trudeau) |
|                                                         | Donald Campbell Jamieson (en) Libéral              | 7 décembre 1983                                    | 29 juin 1984                                       | 22e (Trudeau) |
|                                                         | André Ouellet Libéral                              | 30 juin 1984                                       | 16 septembre 1984                                  | 23e (Turner)  |

#### Autres ministres d'État
| Titulaire Intitulé | Titulaire Intitulé                                   | Parti   | Début        | Fin               | Cabinet      |
| ------------------ | ---------------------------------------------------- | ------- | ------------ | ----------------- | ------------ |
|                    | Rémi Bujold Ministre d'État (Développement régional) | Libéral | 30 juin 1984 | 16 septembre 1984 | 23e (Turner) |